# Selaginel·làcies
Les selaginel·làcies (Selaginellaceae) són una família de plantes vasculars sense llavors de la classe Lycopodiopsida, amb un únic gènere actual, Selaginella, i unes 750 espècies que creixen en llocs càlids i humits i es distribueixen per les zones intertropicals d'ambdós hemisferis, tot i que també n'hi ha a les regions fredes i en els deserts.

## Característiques
Morfològicament són plantes herbàcies, de tiges decumbents o dretes i amb fulles petites disposades en hèlix o en rengles i proveïdes d'un apèndix, membranós i caduc, anomenat lígula. Sovint hi ha branques radiciformes anomenades rizòfors, uns apèndixs radiciformes d'origen caulinar. Són plantes heterospòries i els esporangis són agrupats en estròbils terminals, però amb els microsporangis separats dels megasporangis. Les micròspores que es formen germinen dins el microsporangi i donen lloc a protal·lus masculins molt reduïts. Els protal·lus femenins, originats per les megàspores, formen uns quants arquegonis, però finalment només se'n desenvolupa un de sol.